# Петропавловский сельский совет (Купянский район)
Петропавловский сельский совет — входит в состав Купянского района Харьковской области Украины.
Административный центр сельского совета находится в селе Петропавловка.

## История
- 1923 — дата образования.

## Населённые пункты совета
- село Петропавловка
- село Кучеровка
- село Синьковка